# Физиология высшей нервной деятельности

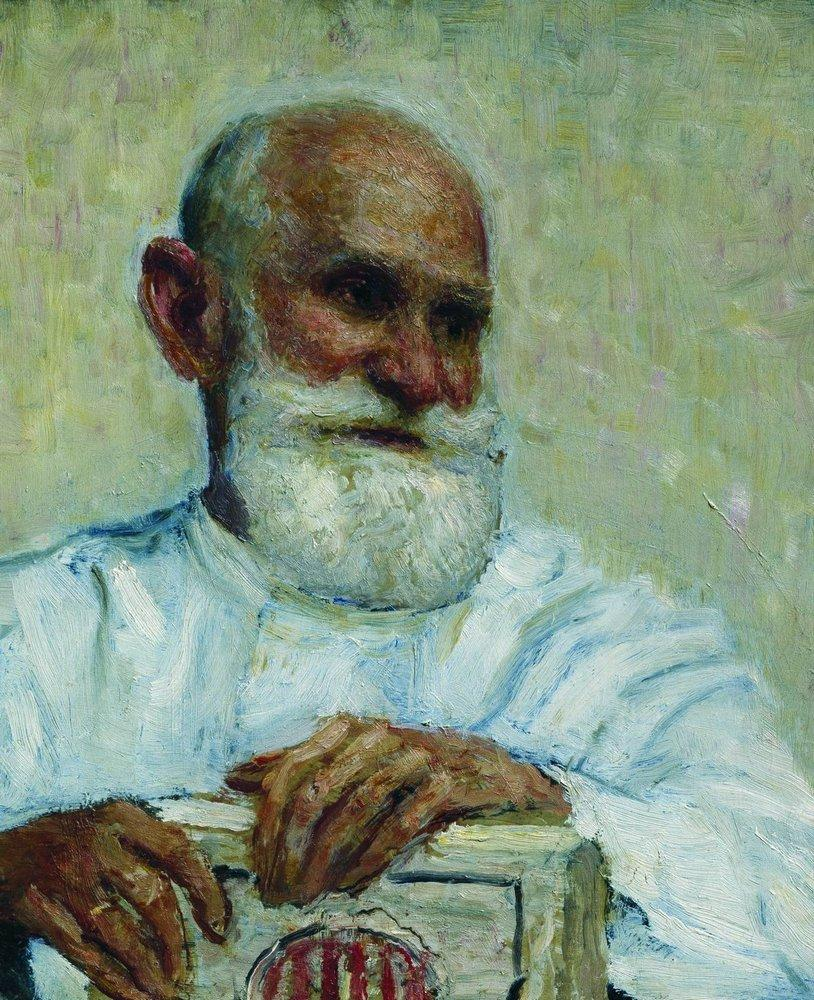
Иван Петрович Павлов — создатель учения о высшей нервной деятельности человека

Физиология высшей нервной деятельности — выделяемый на постсоветском пространстве раздел физиологии, изучающий функции высшего отдела центральной нервной системы — коры больших полушарий головного мозга, посредством которой обеспечиваются сложнейшие отношения высокоразвитого организма с окружающей внешней средой.
Занимается исследованием нервных механизмов поведения и мыслительной деятельности. Основы науки заложены в трудах И. М. Сеченова и И. П. Павлова, раскрывших содержание и свойства физиологических механизмов психической деятельности мозга.
Физиология ВНД как наука о нейрофизиологических механизмах психики и поведения (базирующаяся на принципе рефлекторного отражения внешнего мира) основывается на экспериментальных методах исследования, изучает физиологию анализаторов, образование условных рефлексов, взаимодействие процессов возбуждения и торможения, нейронные механизмы высшей нервной деятельности.

## Высшая нервная деятельность. История

Лаборатория высшей нервной деятельности, СПб, 1952

Термин «высшая нервная деятельность» впервые введён И. П. Павловым для противопоставления «низшей нервной деятельности» (безусловным рефлексам). Все формы психической активности, включая мышление и сознание человека, И. П. Павлов считал так же элементами высшей нервной деятельности. Работы И. П. Павлова опираются на труды И. М. Сеченова, разработавшего учение о рефлексе («Рефлексы головного мозга», 1863).
И. П. Павлов, изучая условный рефлекс, сделал предположение, что этот процесс является основой формирования психических реакций всех живых организмов, включая процесс мышления человека современного вида.
Дальнейшее изучение высшей нервной деятельности расширилось и вышло за первоначальные рамки учения И. П. Павлова. Экспериментальные исследования физиологии высшей нервной деятельности проводились в «столице условных рефлексов» Колтушах (с. Павлово).

## Общая физиология высшей нервной деятельности
Высшая нервная деятельность базируется на низшей нервной деятельности (подкорка, продолговатый и спинной мозг, вегетативная нервная система), которая поддерживает гомеостаз организма и осуществляется безусловными рефлексами. При возникновении потребности приспособления к изменениям окружающей и внутренней среды включаются механизмы высшей нервной деятельности (кора, ближайшая к ней подкорка), являющиеся материальной основой психики и осуществляемые условными рефлексами. Вся высшая нервная деятельность состоит из двух нервных процессов — возбуждения и торможения.

## Механизмы высшей нервной деятельности[5]
- образование условных рефлексов
- торможение условных рефлексов
- формирование динамических стереотипов
- иррадиация и концентрация возбуждения и торможения
- взаимная индукция возбуждения и торможения

## Общая физиология высшей нервной деятельности. Области исследований
- сон и сновидения
- аналитико-синтетическая деятельность мозга
- типы высшей нервной деятельности
- генетика высшей нервной деятельности
- изменения высшей нервной деятельности при разных состояниях организма
- нейробиологические механизмы поведения
- биологические мотивации
- физиология анализаторов
- локализация психических функций в коре больших полушарий мозга человека и проблема асимметрии больших полушарий
- физиология эмоций
- физиология движений

## Частная физиология высшей нервной деятельности[1]
- примитивные формы временных связей
- высшая нервная деятельность насекомых
- высшая нервная деятельность личиночно-хордовых, круглоротых и рыб
- высшая нервная деятельность земноводных, пресмыкающихся и птиц
- высшая нервная деятельность грызунов и копытных
- высшая нервная деятельность хищных
- высшая нервная деятельность обезьян[10]
- высшая нервная деятельность человека

## Методы физиологии высшей нервной деятельности
Предметом физиологии высшей нервной деятельности является объективное исследование условных рефлексов поведения животных и человека. Центральным положением физиологии ВНД является понятие о сигнальной деятельности нервной системы.
На основе объективного метода условных рефлексов выделяют ряд приемов исследования:
- пробы возможности образования разных форм условных рефлексов
- онтогенетическое изучение условных рефлексов
- филогенетическое изучение условных рефлексов
- экологическое изучение условных рефлексов
- использование электрических показателей условно-рефлекторной реактивности
- прямое раздражение нервных структур мозга
- фармакологическое воздействие на условные рефлексы
- создание экспериментальной патологии условно-рефлекторной деятельности
- моделирование процессов условно-рефлекторной деятельности
- сопоставление психологических и физиологических проявлений процессов высшей нервной деятельности

## Индивидуальные особенности высшей нервной деятельности
Исходя из индивидуальных особенностей высшей нервной деятельности животных и человека (скорости образования условных реакций, быстроте, переделки условных реакций) были выделены отдельные типологические особенности (темпераменты). У человека различались также частные типы: мыслительный (преобладание второй сигнальной системы); художественный (преобладание первой сигнальной системы) и самый распространенный — средний тип (обе системы уравновешены).

## Перспективы
В настоящее время изучением физиологии ВНД занимаются в России в Институте высшей нервной деятельности и нейрофизиологии Российской академии наук в Москве и Санкт-Петербурге.
Подготовка квалифицированных кадров осуществляется в Московском государственном университете (кафедра высшей нервной деятельности, биологический факультет) и Санкт-Петербургском государственном университете.

## Близкие науки
- Экспериментальная психология
- Этология
- Бихевиоризм
- Нейрофизиология
- Психофизиология